# ميتش تايلور
ميتش تايلور (31 مارس 1973 بويست بالم بيتش في الولايات المتحدة - ) (بالإنجليزية: Mitch Taylor)‏ هو لاعب كرة سلة أمريكي في مركز مدافع مسدد الهدف. لعب مع أوبرن تايغرز ‏.

## وصلات خارجية
- ميتش تايلور على موقع كلية كرة السلة في سبورتس رفرنس.كوم (الإنجليزية)